# Corte di Artù
La Corte di Artù, precedentemente anche Junkerhof (in polacco Dwór Artusa; in tedesco Artushof), è un edificio nel centro di Danzica, in Polonia (in tedesco: Danzig), in Długi Targ 44, che un tempo era il luogo di incontro dei mercanti e un centro di vita sociale. Oggi è un punto di interesse di numerosi visitatori e una filiale del museo della storia di Danzica.

## Storia
Il nome è stato preso dalla leggenda medievale molto popolare di Re Artù, un simbolo di cavalleria e galanteria. Prima in Inghilterra, poi in altri paesi europei, il suo nome fu dato alle case dove si incontravano cavalieri e aristocratici. In Polonia le corti di Artù furono fondate e visitate dalla borghesia. C'erano diverse corti nella Rzeczpospolita ma quella di Danzica era di gran lunga la più famosa. All'inizio del XIV secolo le corti di Artù esistevano nelle diverse città della città anseatiche come a Elbing (Elbląg), Riga e Stralsund e corti simili come la Casa delle Teste Nere a Riga e Tallinn. Era sede di sei confraternite che prendevano il nome da panche (Banken): Rinaldo, San Cristoforo o Lubecchese, Marienburger, dei Re Magi, dei Consiglieri e della panchina olandese. Queste Confraternite erano di solito organizzate secondo le relazioni commerciali del mercante o dell'armatore, ad esempio come a Lubecca, o nei Paesi Bassi o in Polonia e raccoglievano élite locale, membri dell'aristocrazia e della ricca borghesia. Già nel 1492 ai mercanti provenienti dall'Inghilterra fu permesso di presentarsi alla Corte. L'ingresso era vietato agli artigiani, ai venditori ambulanti e ai lavoratori dipendenti. Ricchi mercanti e visitatori dall'estero si riunivano in questa sede la sera. Pagavano le bevande in anticipo: 3 scellini nel XVII secolo. Inizialmente, almeno in teoria, parlare di affari era proibito nella Corte, dato che il cortile di fronte ad essa era destinato a tali scopi. La sera si svolgevano diversi spettacoli di: musicisti, cantanti, equilibristi e giocolieri i quali venivano a divertire i visitatori. Anche se erano ufficialmente vietati, il gioco d'azzardo, i giochi di dadi e di carte, le varie scommesse erano molto popolari. Normalmente venivano servite solo bevande e piccoli spuntini, ma a volte venivano organizzate grandi feste che duravano anche un paio di giorni. Soprattutto alla fine del XVII secolo le feste organizzate con grande splendore cominciarono a trasformarsi in bevute per tutta la notte. Ci furono sempre più lamentele per i costumi della Corte.
Non solo le riunioni sociali si svolgevano nella Corte. Nel XVII secolo vi apparvero bibliotecari che presentavano libri stampati a Danzica, così come pittori con la loro arte; l'ordine di galateo per commercianti non era applicato a loro.

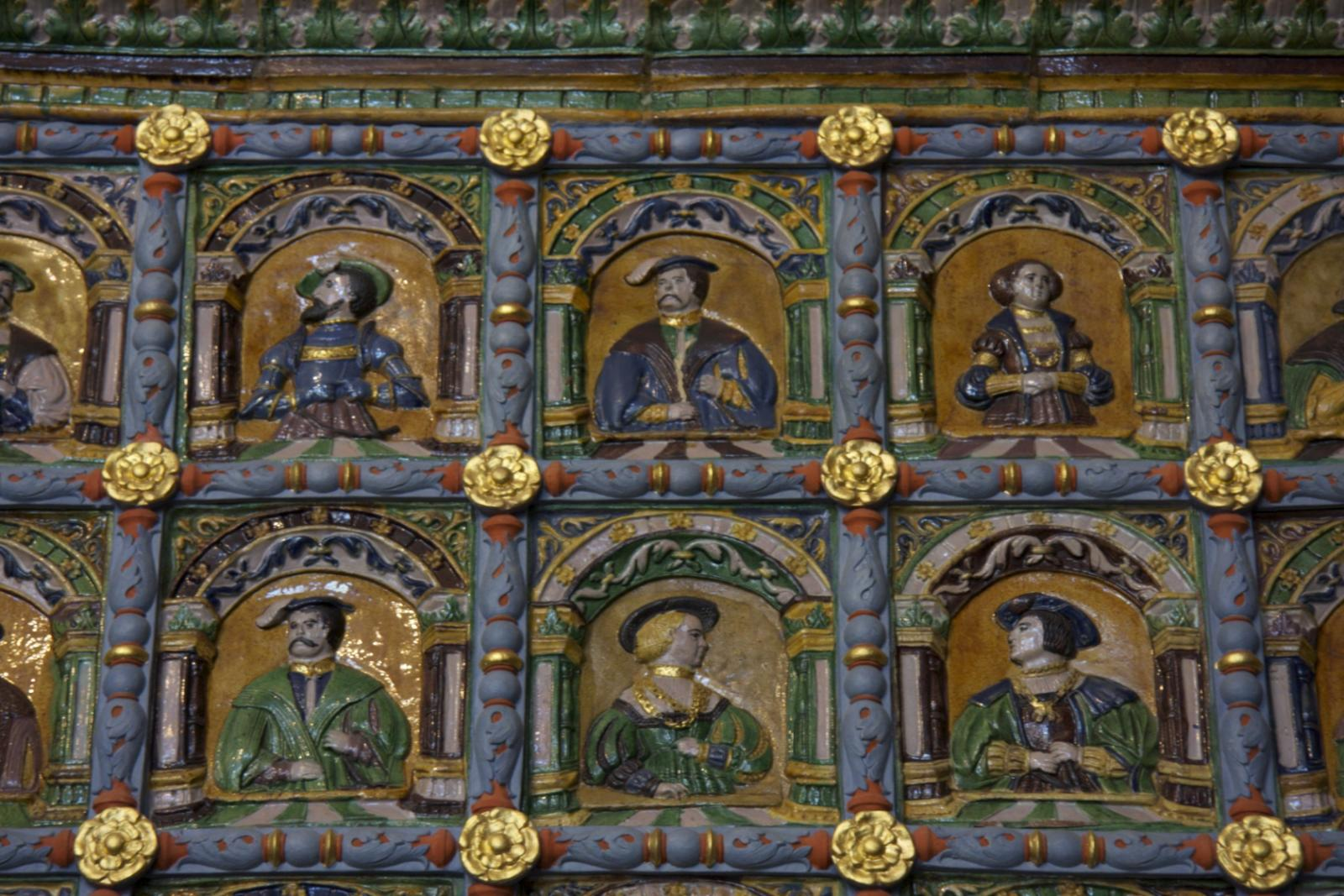
La grande stufa in maiolica (particolare), per il riscaldamento della corte di Artù

Il periodo d'oro della Corte Artù è fra il XVI ed il XVII secolo, ma la sua storia è molto più lunga. Il nome dell'edificio "curia regis Artus" (La Corte del Re Artù), che fu costruito negli anni 1348-1350, appare per la prima volta nel 1357 nella nota comunale sull'affitto dei terreni del 1350.
Un altro edificio dove oggi sorge la Corte, fu probabilmente costruito nel 1379. Le sue tracce sono state trovate durante gli scavi archeologici del 1991. Questo edificio della Corte bruciò nel 1476. Fu ricostruito pochi anni dopo, e nel 1552 fu costruita una nuova facciata che fu nuovamente ricostruita nel 1617 da Abraham van den Blocke in stile manierista olandese. L'edificio era adornato con statue di eroi dell'antichità (Scipione Africano, Temistocle, Marco Furio Camillo e Giuda Maccabeo), allegorie di forza e giustizia sopra e la statua della Fortuna sul frontone. Medaglioni con i busti del re di Polonia Sigismondo III Vasa e di suo figlio Ladislao IV Vasa, che all'epoca era un principe, furono posti sui lati del portale.
Durante la Riforma luterana il banco di Rinaldo organizzò nel 1522 una rappresentazione carnevalesca anticattolica, che fu messa in scena all'interno della corte.

## L'interno della Corte

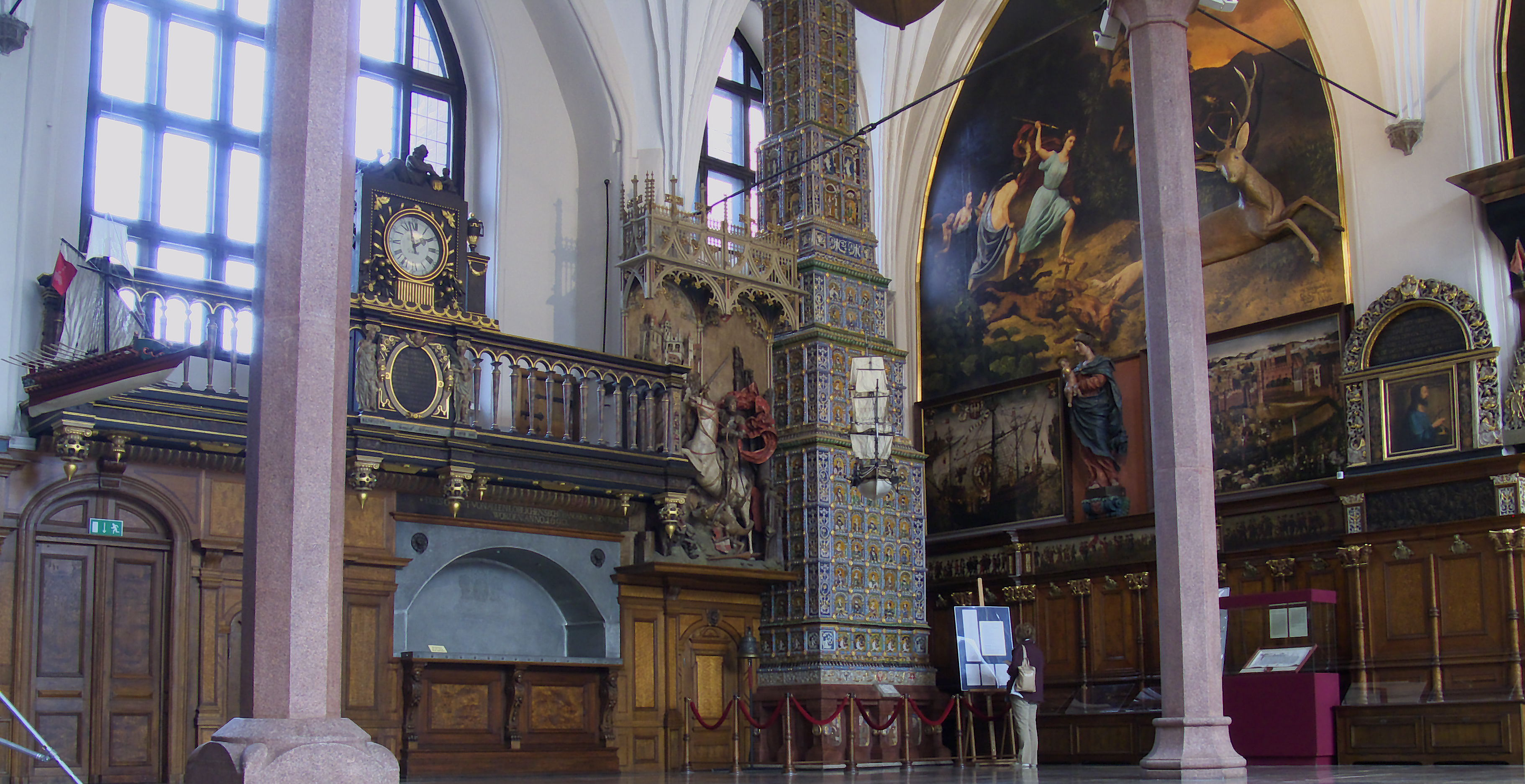
Interno della Corte

L'interno è una grande sala gotica. Dal 1531 è stata completamente ridecorata: le pareti sono state coperte con rivestimenti e fregi di carattere mitologico e storico. I mobili riccamente ornati e i numerosi dipinti aumentano lo splendore della sala. I più famosi sono, tra gli altri, le opere di artisti anonimi della fine del XV secolo: L'assedio di Marienburg, La nave della chiesa, Orfeo tra gli animali di Hans Vredeman de Vries del 1596 e Il giudizio universale di Anton Möller. L'ultimo dipinto ha causato molte polemiche, poiché l'artista ha usato il paesaggio della città e ha raffigurato alcune figure significative del periodo come personaggi allegorici, come l'Orgoglio o l'Infedeltà. La sala era decorata non solo con dipinti ma anche con arazzi, modelli di navi, armature, stemmi o una gabbia con uccelli esotici. L'altra decorazione interessante è la stufa in maiolica alta 11 metri realizzata da Georg Stelzner tra il 1545-1546. È ricoperta da 520 piastrelle che raffigurano i più grandi leader europei, sia i protestanti, sostenitori della Lega di Smalcalda, sia i cattolici, tra cui i ritratti di Isabella del Portogallo e Carlo V.
La Corte di Artù fu progettata come un luogo di incontro esclusivo per l'élite locale. Solo nel 1742, su richiesta delle società mercantili della città, il Consiglio accettò di trasformare la Corte nella borsa della città.

## La Corte oggi

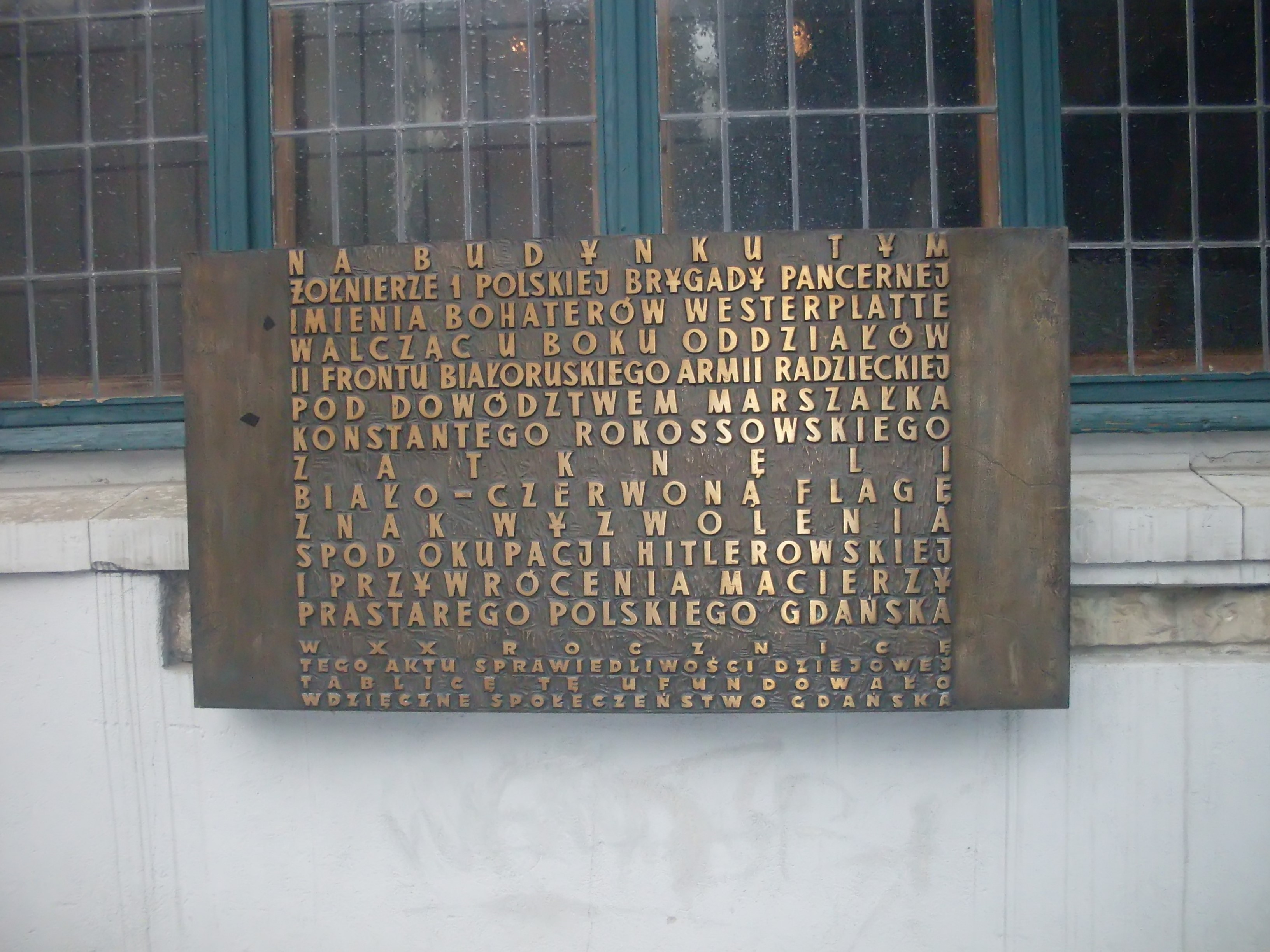
La targa commemorativa del 1965 che commemora il 20º anniversario dell'apposizione della bandiera polacca sulla Corte Artù da parte dei "soldati della I Brigata corazzata polacca dei difensori di Westerplatte che combattevano accanto alle truppe del II Fronte Bielorusso dell'Armata Rossa sotto il comando di Konstantin Rokossovskij come simbolo della liberazione dall'occupazione nazista e della reintegrazione nella patria dell'antica città polacca di Danzica".

La Corte di Artù fu gravemente danneggiata durante l'offensiva della Pomerania Orientale dell'Armata Rossa nel 1945, ma fu ricostruita subito dopo la guerra. Gran parte dei arredi, compresa la stufa, furono salvate e nascoste prima che il fronte raggiungesse Danzica.
L'edificio fu iscritto nel registro dei monumenti il 25 febbraio 1967.
Sulla parete anteriore della Corte c'è una tavola commemorativa del 1965 che commemora il 20º anniversario dell'apposizione della bandiera polacca sulla Corte Artù da parte dei soldati della I Brigata corazzata.
Attualmente l'interno della Corte Artù è aperto ai visitatori, e costituisce un dipartimento del museo della storia di Danzica.